# エネルギー供給事業者によるエネルギー源の環境適合利用及び化石エネルギー原料の有効な利用の促進に関する法律
エネルギー供給事業者によるエネルギー源の環境適合利用及び化石エネルギー原料の有効な利用の促進に関する法律（エネルギーきょうきゅうじぎょうしゃによるエネルギーげんのかんきょうてきごうりようおよびかせきエネルギーげんりょうのゆうこうなりようのそくしんにかんするほうりつ、平成21年7月8日法律第72号）は、電気やガス、石油事業者といったエネルギー供給事業者に対して、再生可能エネルギー源や非化石エネルギー源の利用、化石エネルギー源の有効な利用を促進するために必要な措置を講じることに関する日本の法律である。エネルギー供給構造高度化法、エネ高度化法とも。
法制定時の名称は、エネルギー供給事業者による非化石エネルギー源の利用及び化石エネルギー原料の有効な利用の促進に関する法律であったが、2023年4月1日より改正され、エネルギー供給事業者によるエネルギー源の環境適合利用及び化石エネルギー原料の有効な利用の促進に関する法律となった。この改正で水素・アンモニアが非化石エネルギー源として位置付けられた。
2009年8月28日から施行された。

## 目的
エネルギー供給事業者によって供給されるエネルギーの供給源の相当部分を化石燃料が占めており、かつ、エネルギー供給事業に係る環境への負荷を低減することが重要となっている状況に鑑み、エネルギー供給事業者によるエネルギー源の環境適合利用及び化石エネルギー原料の有効な利用を促進するために必要な措置を講ずることにより、エネルギー供給事業の持続的かつ健全な発展を通じたエネルギーの安定的かつ適切な供給の確保を図り、もって国民経済の健全な発展に寄与することを目的とする（第1条）。

## 内容
基本方針
経済産業大臣は、エネルギー供給事業者によるエネルギー源の環境適合利用及び化石エネルギー原料の有効な利用の促進に関する基本方針を定め、これを公表する（第3条）。
エネルギー供給事業者の責務
エネルギー供給事業者は、その事業を行うに際して、基本方針の定めるところに留意して、エネルギー源の環境適合利用及び化石エネルギー原料の有効な利用の促進に努めなければならない（第4条）。

## 構成
- 第1章 - 総則（第1条・第2条）
- 第2章 - 基本方針等（第3条・第4条）
- 第3章 - 特定エネルギー供給事業者に係る措置（第5条～第10条）
- 第4章 - 特定燃料製品供給事業者に係る措置（第11条～第14条）
- 第5章 - 雑則（第15条～第20条）
- 第6章 - 罰則（第21条～第23条）
- 附則

## 主務官庁
- 経済産業省